# Нанцдичвайлер
Нанцдичвайлер (нем. Nanzdietschweiler) — община в Германии, в земле Рейнланд-Пфальц. 
Входит в состав района Кузель. Подчиняется управлению Глан-Мюнхвайлер.  Население составляет 1230 человек (на 31 декабря 2010 года). Занимает площадь 9,82 км².